# Alfred Wells
Alfred Wells (* 27. Mai 1814 in Dagsboro, Delaware; † 18. Juli 1867 in Ithaca, New York) war ein US-amerikanischer Jurist und Politiker. Zwischen 1859 und 1861 vertrat er den Bundesstaat New York im US-Repräsentantenhaus.

## Werdegang
Alfred Wells wurde während des Britisch-Amerikanischen Krieges im Sussex County geboren. Er ging Klassischen Altertumswissenschaften nach. Dann studierte er Jura. Nach dem Erhalt seiner Zulassung als Anwalt 1837 begann er in Ithaca im Tompkins County zu praktizieren. Zwischen 1839 und 1853 war er Miteigentümer des Ithaca Journal and Advertiser. Er wurde 1845 Bezirksstaatsanwalt im Tompkins County – ein Posten, den er bis 1847 innehatte. Zwischen 1847 und 1851 war er Richter am Tompkins County Court. Er nahm 1854 an den Anti-Nebraska Conventions in Saratoga und Auburn teil. Politisch gehörte er der Republikanischen Partei an.
Bei den Kongresswahlen des Jahres 1858 für den 36. Kongress wurde Wells im 27. Wahlbezirk von New York in das US-Repräsentantenhaus in Washington, D.C. gewählt, wo er am 4. März 1859 die Nachfolge von John M. Parker antrat. Er erlitt bei seiner Wiedernominierung 1860 eine Niederlage und schied dann nach dem 3. März 1861 aus dem Kongress aus. Ungefähr sechs Wochen später brach der Bürgerkrieg aus.
1862 wurde er zum United States Assessor of Internal Revenue in Ithaca ernannt. Er bekleidete den Posten bis zu seinem Tod am 18. Juli 1867. Sein Leichnam wurde dann auf dem Stadtfriedhof beigesetzt.